# La Isabela International Airport
La Isabela International Airport är en flygplats i Dominikanska republiken. Den ligger i kommunen Santo Domingo och provinsen Santo Domingo, i den sydöstra delen av landet, 8 km norr om huvudstaden Santo Domingo. La Isabela International Airport ligger 17 meter över havet.
Terrängen runt La Isabela International Airport är huvudsakligen platt, men norrut är den kuperad. Runt La Isabela International Airport är det mycket tätbefolkat, med 2 181 invånare per kvadratkilometer. Närmaste större samhälle är Santo Domingo, 8,0 km söder om La Isabela International Airport. Omgivningarna runt La Isabela International Airport är en mosaik av jordbruksmark och naturlig växtlighet.